# Je ne suis qu'une chanson
Je ne suis qu'une chanson est un album francophone de la chanteuse québécoise Ginette Reno sorti en 1979 au Québec et dans le monde francophone sous le label Melon Miel, label appartenant à Ginette Reno.

## Chansons de l'album
| 1.                     | Toi le poète                | Frank Mills, Élisabeth Clement        | 3:56 |
| 2.                     | Berce-moi                   | Monique Bailly, Guy Godin             | 3:05 |
| 3.                     | J'ai besoin d'un ami        | Ginette Reno, Michel Collet           | 3:52 |
| 4.                     | Quand nos corps se touchent | Barry Mann, Dan Hill, Jean Robitaille | 4:25 |
| 5.                     | Oublie-moi                  | Christine Charbonneau                 | 4:06 |
| 6.                     | Tu es là                    | Ginette Reno, Michel Collet           | 3:35 |
| 7.                     | Je suis la femme            | Denis Lussier, Jean Robitaille        | 4:09 |
| 8.                     | Quelle est la façon         | Denis Lussier, Jean Robitaille        | 3:34 |
| 9.                     | Ça va mieux                 | Michel Jourdan, G. Costa              | 3:33 |
| 10.                    | Je ne suis qu'une chanson   | Diane Juster                          | 5:31 |
| 39 minutes 45 secondes |                             |                                       |      |

## Classements
| Pays   | Meilleure position | Certification | Ventes  |
| ------ | ------------------ | ------------- | ------- |
| Canada |                    | 3 × Platine   | 300 000 |

## Utilisation en patinage artistique
La chanson "Je ne suis qu'une chanson" a été choisie pour la chorégraphie des patineurs artistiques de Corée du Nord Ryom Tae-ok et Kim Ju-sik, pour se qualifier pour les Jeux olympiques de Pyeongchang.